# Virtual Console
Virtual Console (яп. バーチャルコンソール Bācharu Konsōru) — интернет-сервис, предоставляющий доступ к классическим играм для игровых консолей Nintendo Wii, Wii U и Nintendo 3DS.
В Virtual Console публикуются игры, изначально изданные для домашних и портативных консолей прошлых лет. Эти игры доступны для покупки через канал Wii Shop или Nintendo eShop. На стороне пользователя эти игры запускаются в оригинальной форме посредством эмуляции (за исключением игр Game Boy Advance, которые запускаются в 3DS напрямую).
По состоянию на 2018 год, библиотека Virtual Console содержит в себе игры, выпущенные ранее для платформ Nintendo Entertainment System, SuperNES, Game Boy, Game Boy Color, Nintendo 64, Game Boy Advance, Nintendo DS, а также Sega Master System, Genesis/Mega Drive, TurboGrafx-16 и Neo Geo AES. Также в отдельных регионах доступны другие платформы, например, Commodore 64 для Европы и Северной Америки или MSX для Японии.
С выходом Switch, Nintendo более не использует термин «Virtual Console» для обозначения сервиса для дистрибуции игр старых платформ. Часть игр для NES и SNES выпускалась через сервис Nintendo Switch Online, другие игры — через магазин Switch eShop. Игры для платформ Neo Geo и Sega выпускались в Switch eShop под серией Arcade Archives и Sega Ages соответственно. В октябре 2021 года Nintendo анонсировала расширение сервиса, добавляющее поддержку игр для Nintendo 64 и Sega Genesis.

## Список поддерживаемых платформ
| Платформа                                           | Wii Shop | Nintendo eShop | Nintendo eShop                                                                                 |
| Платформа                                           | Wii | Wii U | Nintendo 3DS                                                                                   |
| Аркадные автоматы                                   | Аркадные автоматы                                                                                           | Аркадные автоматы | Аркадные автоматы                                                                              |
| --------------------------------------------------- | --- | --- | ---------------------------------------------------------------------------------------------- |
| Игры для аркадных автоматов                         | Да | Доступны только в режиме Wii Mode | Доступны только в линейке игр 3D Classics                                                      |
| Домашние системы                                    | | |                                                                                                |
| Nintendo Entertainment System (NES) / Famicom (FC)  | Да | Да | Да, но некоторые игры NES только в линейке игр 3D Classics                                     |
| Super NES (SNES) / Super Famicom (SFC)              | Да | Да | Доступны только для New Nintendo 3DS, New Nintendo 3DS XL и New Nintendo 2DS XL                |
| Nintendo 64                                         | Да | Да | Нет                                                                                            |
| Nintendo Wii                                        | Игры Wii запускаются консолью напрямую и не доступны через сервис Virtual Console.                          | Игры Wii могут быть приобретены через eShop для игры в режиме Wii Mode. Игры Wii на физическом носителе обратно совместимы с Wii U через режим Wii Mode.      | Нет                                                                                            |
| Master System                                       | Да | Доступны только в режиме Wii Mode | Доступны только в линейке игр Sega 3D Classics Collection                                      |
| Mega Drive / Genesis                                | Да | Доступны только в режиме Wii Mode | Доступны только в линейке игр Sega 3D Classics Collection                                      |
| PC Engine / TurboGrafx-16                           | Да | Да | Доступны только на японских 3DS                                                                |
| Neo Geo AES                                         | Да | Доступны только в режиме Wii Mode | Нет                                                                                            |
| Commodore 64 (только для Северной Америки и Европы) | Поддержка удалена из канала Wii Shop в августе 2013 (ранее приобретенные игры могут быть загружены заново). | Первоначально были доступны через режим Wii Mode. Поддержка удалена из канала Wii Shop в августе 2013 (ранее приобретенные игры могут быть загружены заново). | Нет                                                                                            |
| MSX (только для Японии)                             | Да | Да | Нет                                                                                            |
| Nintendo GameCube                                   | Игры для Nintendo GameCube обратно совместимы с Wii и доступны через Nintendo eShop.                        | Да | Нет                                                                                            |
| Портативные системы                                 | | |                                                                                                |
| Game Boy                                            | Нет | Нет | Да                                                                                             |
| Game Boy Color                                      | Нет | Нет | Да                                                                                             |
| Game Boy Advance                                    | Нет | Да | Доступны только через программу Nintendo 3DS Ambassador Program                                |
| Nintendo DS / DSi                                   | Нет | Только игры для Nintendo DS | Игры для Nintendo DS и DSi обратно совместимы с 3DS и DSiWare и доступны через Nintendo eShop. |
| Sega Game Gear                                      | Нет | Нет | Да                                                                                             |